# Іслам-заде Іслам Мамедович
Іслам Мамедович Іслам-заде (27 березня 1910, місто Баку, тепер Азербайджан — 30 серпня 1998, місто Москва, Російська Федерація) — азербайджанський радянський діяч, 1-й заступник голови Ради народних комісарів Азербайджанської РСР. Депутат Верховної ради Азербайджанської РСР. Депутат Верховної ради СРСР 1—4-го скликань.

## Життєпис
Закінчив середню школу. З 1925 року — робітник-електромонтер на Бакинській тютюновій фабриці «Червоний Жовтень». Навчався в електромеханічному технікумі в Баку. У 1927 році вступив до комсомолу.
Член ВКП(б) з 1931 року.
У 1931—1937 роках — студент Ленінградського індустріального інституту. Одночасно із навчанням працював монтером, техніком-раціоналізатором, інженером на Ленінградській тютюновій фабриці імені Урицького.
У 1937 році — головний інженер та заступник директора тютюнової фабрики «Червоний Жовтень» у Баку.
З 1937 року — заступник голови, голова Державної планової комісії (Держплану) Ради народних комісарів Азербайджанської РСР.
24 вересня 1940 — 1942 року — заступник голови Ради народних комісарів Азербайджанської РСР — голова Держплану РНК Азербайджанської РСР.
У 1942—1945 роках — 1-й заступник голови Ради народних комісарів Азербайджанської РСР.
У 1945—1955 роках — начальник будівництва Мінгечаурської ГЕС в Азербайджанській РСР.
З 1955 року — начальник будівництва Красноярської ГЕС; постійний представник Ради міністрів Азербайджанської РСР при Раді міністрів СРСР у Москві.
У 1960-х роках — заступник начальника будівництва Асуанської ГЕС у Єгипті. 
Потім — начальник «Головзакордоненерго», заступник начальника Всесоюзного об'єднання «Закордоненергобудмонтаж» Міністерства енергетики та електрифікації СРСР.
З 1985 року — персональний пенсіонер у Москві.
Помер 30 серпня 1998 року в Москві, похований на Кунцевському цвинтарі.

## Основні праці
- Іслам-Заде Іслам Мамедович. Подвиг на Нілі. Москва, 1964.
- Іслам-Заде Іслам Мамедович. Асуан — символ радянсько-арабської дружби. Москва: Знання, 1965.

## Нагороди
- орден Леніна
- два ордени Трудового Червоного Прапора
- орден Дружби народів
- орден «Знак Пошани»
- медаль «За оборону Кавказу»
- медаль «За доблесну працю у Великій Вітчизняній війні 1941—1945 рр.»
- медалі
- Заслужений будівельник РРФСР